# Detroit Panthers
Die Detroit Panthers war eine American-Football-Mannschaft aus Detroit, die in den Jahren 1925 und 1926 in der National Football League (NFL) spielte.

## Geschichte
Der Trainer und Quarterback Jimmy Conzelman gründete 1925 nach der Trennung von den Milwaukee Badgers in Detroit eine eigene Football-Mannschaft. Die Heimspiele wurden im Navin Field ausgetragen. Dafür musste eine Pacht von 1000 Dollar je Spiel gezahlt werden.
In die Saison 1925 startete das Team erfolgreich. Von den ersten acht Spiele konnten sechs gewonnen werden, die übrigen zwei Spiele endeten unentschieden. Jedoch verloren die Panthers von den übrigen vier Spielen zwei. Somit wurden sie am Ende der Saison hinter den Chicago Cardinals und den Pottsville Maroons Dritte.
Die Saison 1926 startete mit drei Niederlagen. Nach dann vier Siegen folgten zwei Unentschieden und zwei Niederlagen. Conzelman sah keine Chance das Team finanziell erfolgreich weiterzuführen und gab auf. In der Saison 1927 war er dann bei den Providence Steam Roller als Spieler und Trainer aktiv.

## Uniform
Die Detroit Panthers spielten 1925 in gelben-blauen Jerseys. 1926 waren die Jerseys dunkelblau mit gelben Ärmelstreifen und gelben Ziffern.

## Statistik
| Saison | Siege | Niederlagen | Unentschieden | Punkte erzielt | Punkte zugelassen | Platzierung | Head Coach      |
| ------ | ----- | ----------- | ------------- | -------------- | ----------------- | ----------- | --------------- |
| 1925   | 8     | 2           | 2             | 129            | 39                | 3.          | Jimmy Conzelman |
| 1926   | 4     | 6           | 2             | 107            | 60                | 12.         | Jimmy Conzelman |

## Mitglieder in der Pro Football Hall of Fame
| Detroit Panthers Hall of Famers | Detroit Panthers Hall of Famers | Detroit Panthers Hall of Famers | Detroit Panthers Hall of Famers |
| Name                            | Position                        | Spielzeit                       | Aufnahme in die HOF             |
| ------------------------------- | ------------------------------- | ------------------------------- | ------------------------------- |
| Jimmy Conzelman                 | Quarterback, Trainer            | 1925–1926                       | 1964                            |

## Weitere namhafte Spieler
- Dinger Doane, Fullback; spielte 1925 und 1926 für die Panthers
- Dutch Lauer, Runningback; spielte 1925 und 1926 für die Panthers
- Gus Sonnenberg, Tackle; spielte 1925 und 1926 für die Panthers
- Tillie Voss, End, spielte 1925 für die Panthers